# Aplastacabezas

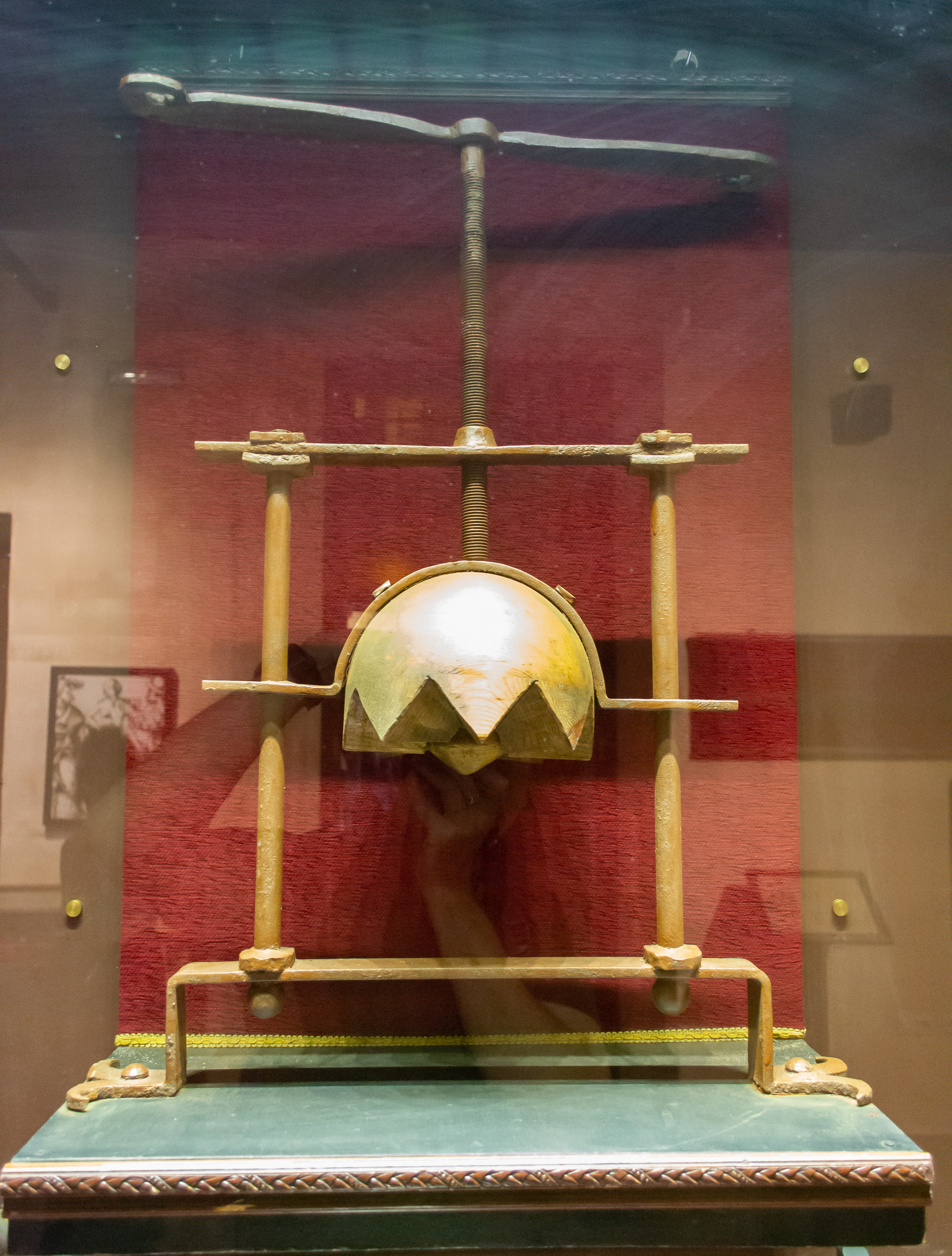
Aplastacabezas expuesto en el Palacio de los Olvidados de Granada.

El aplastacabezas era un instrumento de tortura aplicado en la Edad Media en Europa, destinado a reventar los huesos del cráneo. 
La barbilla de la víctima se colocaba en la barra inferior, y el casquete era empujado hacia abajo por el tornillo. Los efectos de este proceso son evidentes. Primero, se destrozan los alvéolos dentarios, después las mandíbulas, y luego el cerebro se escurre por la cavidad de los ojos y entre los fragmentos del cráneo. 
Hoy en día ya no se utiliza como pena capital. Erróneamente se cree que fue utilizado por la Inquisición, la realidad es que su primera mención viene del siglo XV, y fue utilizado por tribunales alemanes contra los enemigos de los príncipes electores 
El mismo principio físico era utilizado en máquinas como el aplastapulgares o el aplastarodillas.